# バクストネラ症
バクストネラ症（バクストネラしょう、英: buxtonellosis）とは繊毛虫の一種バクストネラ（Buxtonella sulcata）寄生を原因とするウシ、スイギュウの寄生虫病。感染はシストの経口摂取により腸内で分裂増殖する。他の原因による大腸炎が存在するとその部位を刺激して潰瘍を起こす可能性がある。診断は糞便検査によるシストあるいは栄養型虫体の検出による。ウシでは健康である場合は特に治療の必要はない。